# Intelsat 35e
Intelsat 35e (IS-35e) ist ein kommerzieller Kommunikationssatellit des International Telecommunications Satellite Consortium (Intelsat) mit Sitz in Luxemburg.
Er wurde am 5. Juli 2017 mit einer Falcon-9-Trägerrakete vom Raketenstartplatz Kennedy Space Center in eine geostationäre Umlaufbahn gebracht.

## Technische Daten
Der dreiachsenstabilisierte Satellit ist mit Ku-Band- und C-Band-Transpondern (equivalent mit 124 C-Band- und 39 Ku-Band-Transpondern mit einer Bandbreite von 36 MHz) ausgerüstet und soll von der Position 34,5° West aus Karibik, Europa und Afrika mit Telekommunikationsdienstleistungen und Fernsehen versorgen. Er wurde auf Basis des Satellitenbusses BSS-702MP der Boeing gebaut, gehört zur EpicNG-Baureihe und besitzt eine geplante Lebensdauer von 15 Jahren.